# Christel-Goltz-Preis
Der Christel-Goltz-Preis für Gesang wird seit 1992 jährlich von der Stiftung zur Förderung der Semperoper vergeben. Gestiftet hat ihn Christel Goltz.
Die bisherigen Preisträger waren:
- 1993 Ute Selbig
- 1994 Kerstin Witt
- 1995 Eva Kirchner
- 1996 Jukka Rasilainen
- 1997 Roland Wagenführer
- 1998 Werner Güra
- 1999 Evelyn Herlitzius
- 2000 Camilla Nylund
- 2001 Sophie Koch
- 2002 Klaus Florian Vogt
- 2003 Georg Zeppenfeld
- 2004 Markus Marquardt
- 2005 Christa Mayer
- 2006 Wookyung Kim
- 2007 Anke Vondung
- 2008 Christoph Pohl
- 2009 Markus Butter
- 2010 (keine Vergabe)
- 2011 Carolina Ullrich
- 2012 Marjorie Owens